# The Swing (álbum)
The Swing es el cuarto álbum de estudio del grupo musical INXS lanzado en mayo de 1984. Contiene éxitos como "Original Sin", "Burn for You" y "I Send a Message". Se convirtió en un éxito de ventas y concretamente el tema 'Original Sin' estuvo sonando incesantemente en muchos clubes de todo el mundo. Alcanzó el número 1 del Kent Music Report durante cinco semanas no consecutivas desde abril a mayo de 1984. El primer sencillo "Original Sin" fue grabado en Nueva York con Nile Rodgers, y contó con la participación de Daryl Hall en los coros. En general, el álbum presentó un sonido un poco más duro que sus lanzamientos anteriores.
Después de haber publicado este álbum, INXS participó en el concierto Live Aid de 1985.
Existen varios videos del presente álbum y todos han sido comercializados. Entre estos está el video de "Burn for You", el cual fue el primer video de INXS dirigido por Richard Lowenstein (posteriormente, dirigiría otros videos de INXS).

## Datos
En 1983, la banda de rock australiana INXS intentó expandir su perfil internacional con su cuarto álbum de estudio, The Swing. El grupo con sede en Sídney se había formado en 1977 por los hermanos Farriss; Andrew en la guitarra y teclados; Jon en la batería, y Tim en la guitarra; junto a Garry Gary Beers en el bajo; Michael Hutchence en la voz; y Kirk Pengilly en la guitarra y saxofón.
En septiembre de 1983, la banda viajó a la ciudad de Nueva York para trabajar con Nile Rodgers como productor en su estudio de Power Station. Era la primera vez que el grupo grababa fuera de Australia, y lo hacía con el sencillo principal del álbum, "Original Sin". Rodgers le pidió a Daryl Hall de Hall & Oates que participara en los coros, Hall diría más tarde: "No sé por qué, son buenos cantantes, no me necesitaban, pero lo hice de todos modos".
Los cuatro sencillos fueron coescritos por Andrew y Hutchence, mientras que otras pistas del álbum se escribieron generalmente con uno o más miembros adicionales de la banda.
Desde diciembre INXS estuvo trabajando con Nick Launay (Midnight Oil) en los The Manor Studio en Oxfordshire, para completar el resto del álbum. También se lanzó en Australia una reproducción ampliada en casete de remixes titulada Dekadance.
The Swing alcanzó el puesto número uno en la lista australiana de álbumes de Kent Music Report durante cinco semanas no consecutivas desde principios de abril hasta mediados de mayo de 1984. Se mantuvo en el top 100 durante 104 semanas (más de dos años). En la lista de álbumes de Nueva Zelanda alcanzó el número 6, su primera aparición en esa lista.
Más allá de su éxito local, este álbum, como su predecesor, entró en el Top 75 de Estados Unidos, alcanzando el puesto 52 en el Billboard 200; también entró en el Top 40 canadiense, donde alcanzó el puesto 27 en los álbumes RPM. En Europa, The Swing entró en el Top 20 en Francia debido al gran éxito de su single "Original Sin" que alcanzó el Top 5 francés durante el verano de 1984; y el Top 40 en Holanda.
The Swing tuvo tres sencillos entre los 3 primeros en las listas australianas. El sencillo principal, "Original Sin", lanzado en diciembre de 1983, alcanzó el puesto número uno en la lista de singles de Kent Music Report durante dos semanas. Los sencillos posteriores, "I Send a Message" (marzo de 1984) y "Burn for You" (julio de 1984) alcanzaron el número 3; mientras que su cuarto sencillo del álbum, "Dancing on the Jetty" (octubre de 1984) llegó al top 40.
En 1992, Pengilly dijo: "El álbum no fue recibido muy bien en Estados Unidos. Creo que a" Original Sin "le fue bien en Francia, llegó al número uno en Francia en 1984. Creo que sigue siendo uno de mis álbumes favoritos porque es muy diverso y muchas de las pistas son bailables."
En octubre de 2010, The Swing fue incluido en el libro, 100 Best Australian Albums en el n. ° 56, con su álbum de 1987, Kick (álbum de INXS) en el n.º 11.
En 2011, The Swing se relanzó como una "Edición remasterizada". El ingeniero de remasterización fue Giovanni Scatola.
En febrero de 2014, The Swing regresó al top 50 en la ARIA Albums Chart, gracias a la emisión de la miniserie, INXS: Never Tear Us Apart, en Seven Network.

## Listado de canciones
El álbum está disponible en tres formatos, el estándar en disco de vinilo, en casete de cinta magnética de audio y por último en formato digital de disco compacto.
Edición original en LP
| Lado A |                        |                                                                                               |          |  |
| N.º    | Título                 | Escritor(es)                                                                                  | Duración |  |
| 1.     | «Original Sin»         | Andrew Farriss y Michael Hutchence                                                            | 5:19     |  |
| 2.     | «Melting in the Sun»   | Tim Farriss, Jon Farriss y Michael Hutchence                                                  | 3:25     |  |
| 3.     | «I Send a Message»     | Andrew Farriss y Michael Hutchence                                                            | 3:24     |  |
| 4.     | «Dancing on the Jetty» | Andrew Farriss y Michael Hutchence                                                            | 4:34     |  |
| 5.     | «The Swing»            | Andrew Farriss, Tim Farriss, Jon Farriss, Michael Hutchence, Garry Gary Beers y Kirk Pengilly | 3:52     |  |

| Lado B |                        |                                                                                               |          |  |
| N.º    | Título                 | Escritor(es)                                                                                  | Duración |  |
| 1.     | «Johnson's Aeroplane»  | Andrew Farriss                                                                                | 3:55     |  |
| 2.     | «Love Is (What I Say)» | Andrew Farriss, Tim Farriss, Jon Farriss, Michael Hutchence, Garry Gary Beers y Kirk Pengilly | 3:42     |  |
| 3.     | «Face the Change»      | Jon Farriss, Michael Hutchence y Kirk Pengilly                                                | 3:34     |  |
| 4.     | «Burn for You»         | Andrew Farriss y Michael Hutchence                                                            | 4:59     |  |
| 5.     | «All the Voices»       | Andrew Farriss y Michael Hutchence                                                            | 6:06     |  |

## Relación de ediciones
Álbum The Swing
| Formato | Región         | Sello                                                 | Nº de catálogo | Fecha                          |
| LP      | Australia      | WEA                                                   | 250389-1       | 1984                           |
| LP      | Japón          | WEA                                                   | P-11461        | 1984                           |
| LP      | Canadá         | Atco Records                                          | 79 01601       | 1984                           |
| LP      | Estados Unidos | Atco Records                                          | 7 90160-1      | 1984                           |
| LP      | Europa         | Mercury Records                                       | 818 553-1      | 1984                           |
| LP      | Estados Unidos | Atco Records                                          | A1-90160       | 1987 (reedición)               |
| LP      | Europa         | Atco Records, Petrol Electric y Universal Music Group | 602537778942   | 2015 (edición 180 gramos)      |
| MC      | Australia      | WEA                                                   | 250389-4       | 1984                           |
| MC      | Japón          | WEA                                                   | PKF-5413       | 1984                           |
| MC      | Canadá         | Atco Records                                          | 79 01604       | 1984                           |
| MC      | Estados Unidos | Atco Records                                          | 7 90160-4      | 1984                           |
| MC      | Europa         | Mercury Records                                       | 818 553-4      | 1984                           |
| CD      | Japón          | WEA                                                   | 32XP-157       | 1984                           |
| CD      | Japón          | WEA                                                   | 32XD-157       | 1986                           |
| CD      | Estados Unidos | Atco Records                                          | 7 90160-2      | 1987                           |
| CD      | Europa         | Mercury Records                                       | 818 553-2      | 1987                           |
| CD      | Japón          | WEA                                                   | WPCP-3978      | 1990 (reedición)               |
| CD      | Australia      | WEA                                                   | 250 389-2      | 1991                           |
| CD      | Europa         | Mercury Records                                       | 0602527710440  | 2011 (reedición remasterizada) |
| CD      | Australia      | Universal Records                                     | 2771044        | 2011 (reedición remasterizada) |

## Créditos
Michael Hutchence, voz principal.
Kirk Pengilly, guitarra, saxofón y coros.
Andrew Farriss, teclados y guitarra.
Tim Farriss, guitarra.
Jon Farriss, batería, percusión y coros.
Garry Gary Beers, bajo y coros.
Nick Launay y Nile Rodgers, Producción.
Nick Launay y Jason Corsaro, Ingeniería.
Jeremy Allom, Ross, Stewart y Allan Wright, Ayudantes de ingeniería.
Paul Clarke, fotografía de portada.
Chris Murphy, manager.

## Sencillos
- "Original Sin" (diciembre de 1983)
- "I Send a Message" (marzo de 1984)
- "Burn for You" (julio de 1984)
- "Dancing on the Jetty" (octubre de 1984)

## Vídeos
1. "Original Sin"
2. "I Send a Message"
3. "Burn for You"
4. "Dancing on the Jetty"
5. "Melting in the Sun"
6. "Love Is (What I Say)"
7. "All the Voices"

## Gira
Tras una larga gira por Norteamérica en 1983 presentando el álbum Shabooh Shoobah, INXS preparó la nueva gira con una serie de conciertos en Australia, y por fin los primeros en Europa en marzo de 1984. 
El The Swing Tour comenzó el 7 de abril de 1984 en Sídney y, tras doce fechas en Australia, la banda debutó en Japón el 2 de mayo en Tokio. Ese mes de mayo hicieron una pequeña manga europea de once conciertos, de los cuales siete fueron en Francia gracias al éxito de Orginal Sin en aquel país. A pesar de hacer su primer concierto en Londres, la realidad es que en Europa aún no tenían mucho seguimiento. Todo lo contrario en Norteamérica, donde estuvieron casi tres meses de gira.
El 1 de septiembre terminaron la manga norteamericana con un concierto en Los Ángeles, y antes de volver a Japón hicieron una curiosa parada en Guam para hacer dos conciertos convirtiéndose en la primera banda o artista internacional en actuar en esta isla. Tras siete conciertos en Japón volvieron a Australia para finalizar la gira en Perth.